# Normandite
La normandite è un minerale, analogo per struttura alla låvenite.

## Etimologia
Il nome è in onore del canadese Charles Normand (1963- ), scopritore del minerale.